# Echipa Z
Echipa Z (The Fairies of Crystals Z-SQUAD sau Z-Squad) este un serial de televiziune animat sud-coreean produs în 2006 și 2007 pentru SBS.
Seria se concentrează pe Chaney, Jeanie și Haemi, trei fete, care, în încercarea de a deveni mai puternice, dobândesc centuri magice capabile să le transforme în eroine care vor salva națiunea imaginară Z în care se află seria. În România, a fost difuzat pe Minimax din 10 octombrie 2009 și 10 iulie 2010, apoi pe KidsCo din 1 august 2010 și 1 mai 2011.
În 2007, a fost premiat ca cel mai bun program de animație la Asian Television Awards.

## Rezumat
Chaney, Jeanie și Haemi sunt fete normale care merg la școală și sunt foarte bune la sport, de fapt, câștigă întotdeauna toate provocările; acest lucru se schimbă când sosește DDG 3, trei băieți snobi, admirați de toate fetele, la început îi vor bate într-un meci de volei, dar cu puterea prieteniei Echipa Z îi va putea învinge.

## Personaje

### Protagoniști

#### Echipa Z
- Chaney are puterea curajului, este foarte activă și este bună (ca Jeanie și Haemi) în toate sporturile. Părul ei roșu este legat în două cozi de cal puțin mai sus decât urechile. Pentru a putea realiza transformarea, tot ce trebuie să facă este să strige: Puterea curajului! Simbolul său este o steaua.

Culorile temei sale sunt roșu și galben.
- Jeanie are puterea speranței, este studioasă și matură. Purtați o pereche de ochelari înainte și după transformare. Are părul cret și verde legat deasupra capului. Pentru a se transforma trebuie să plângă: Puterea Speranței! Simbolul său este o trifoi cu patru frunze.

Culorile temei sale sunt verde și galben.
- Haemi are puterea iubirii, este o fetiță foarte dulce și tandră. Are părul scurt magenta, cu o fundă pe cap. Pentru a efectua transformarea, el trebuie să spună cu voce tare Puterea Iubirii! Simbolul său este o inimă.

Culorile sale tematice sunt roz și albastru.

#### DDG 3
- Jinu este un băiat arogant dintr-o familie bună, are părul brun cu o franjură care îi trece peste ochi, este liderul grupului.
- Tae-o este brațul drept al lui Jinu, are părul negru și galben legat într-o coadă de cal.
- Cal este cei doi colegi ai săi, este blond și nu poate merge cu bicicleta.

## Notă
1. ↑   '2007 Asian TV Awards' SBS 3D, noiembrie 2007

## Linkuri externe
- Site-ul oficial coreean la Wayback Machine (arhivat 12 februarie 2007)
- Echipa Z Arhivat în 31 ianuarie 2012, la Wayback Machine. la Nelvana.com
- Echipa Z la Internet Movie Database